# Umbigobunker!?
Umbigobunker!? é o sexto CD (quinto de estúdio) do cantor brasileiro Jay Vaquer.
O disco foi lançado pelo selo carioca de música alternativa Lab 344, e produzido em Los Angeles-CA pelo badalado Moogie Canazio, que já trabalhou com um leque de importantes artistas nacionais, como Maria Bethânia, Caetano Veloso e João Gilberto.
Apresenta 12 músicas inéditas, todas de sua autoria. O trabalho conta com a participação especial de Maria Gadú na 6a canção do álbum, intitulada "Do Nada, me Jogaram aos Leões", e a ficha técnica ainda tem nomes de peso como o baterista Vinnie Colaiuta (Jeff Beck e Frank Zappa) e o tecladista Jamie Muhoberac (Fletwood Mac)
Ao comentar sobre o álbum em seu blog pessoal (Fuzarca), o artista assim o descreveu:
| “ | "Não critico o "Umbigobunker"… Nem faria qualquer sentido.. Apenas aponto, relato, admito, detecto que as canções deste álbum, giram em torno de relações que se revelam pelas fendas, escapes, fraturas dessa "estrutura"... Da realização do que parece auto-sabotagem; da deterioração, degradação que o tempo pode proporcionar / provocar / ocasionar naquilo que começa com interesse, curiosidade e até admiração, para descambar, virar lastimável baixaria; da necessidade de tentar (em vão) um acordo com o próprio Mr.Tempo; de questionar uma dissimulada que pretende transparecer (comprar o "combo") -perfeição- cuidando do físico com suco de linhaça e da mente com Rivotril; de abraçar o absurdo e improvável para ter forças e seguir em frente; do perigoso e delicioso saltar, "inventando" a rede de segurança(?)..rs.. Vai por aí... Isso me interessa... Ao discutir esses temas, não pretendo "cagar regras" feito um "sabichão", mas propor a reflexão… Busco respostas o tempo todo… com melodias, harmonias, arranjos que me agradam/satisfazem.. Só." | ” |

## Faixas
Todas as faixas foram compostas por Jay Vaquer
| N.º            | Título                                             | Duração |  |
| 1.             | "Meu Melhor Inimigo"                               | 3:05    |  |
| 2.             | "Dia Desses"                                       | 4:32    |  |
| 3.             | "Ah, Mas Bem que Você Gosta (Coprófaga)"           | 4:53    |  |
| 4.             | "Personal Saturno, Jupiter Privé"                  | 3:50    |  |
| 5.             | "Umbigobunker!?"                                   | 2:16    |  |
| 6.             | "Do Nada, Me Jogaram aos Leões (Feat. Maria Gadú)" | 4:34    |  |
| 7.             | "Se é que Sonhei (Aquele Sonho "Esquizo")"         | 3:40    |  |
| 8.             | "Fabulosa Santa que Pariu"                         | 3:43    |  |
| 9.             | "Presença Hecatombe"                               | 3:29    |  |
| 10.            | "Ritual da Chuva Seca"                             | 3:45    |  |
| 11.            | "E Assim, Saltar"                                  | 4:52    |  |
| 12.            | "Quase Linda História de Amor"                     | 3:15    |  |
| Duração total: | Duração total:                                     | 45:53   |  |

## Prêmios e Indicações
Por seu trabalho como produtor deste disco, Moogie Canazio recebeu uma indicação ao Grammy Latino 2012 como produtor do ano.
| Ano  | Canção/Álbum   | Prêmio             | Indicação                       | Profissional Indicado | Resultado | Ref.  |
| ---- | -------------- | ------------------ | ------------------------------- | --------------------- | --------- | ----- |
| 2012 | Umbigobunker!? | Grammy Latino 2012 | Disco Mais Bem Produzido do Ano | Moogie Canazio        | Indicado  | [ 9 ] |